# Episodi di New Looney Tunes (terza stagione)
La terza stagione di New Looney Tunes include 52 episodi.
| n° | Titolo originale                        | Titolo italiano                    | Prima TV Italia | Prima TV originale |
| -- | --------------------------------------- | ---------------------------------- | --------------- | ------------------ |
| 1  | Sir Littlechin and the Giant            | Sir Menticello e il gigante        | 8 ottobre 2018  | 29 agosto 2019     |
| 1  | The Wrong Brothers                      | Fratelli volanti                   | 8 ottobre 2018  | 29 agosto 2019     |
| 2  | Weiner Lose                             | Un hot dog in fuga                 | 8 ottobre 2018  | 29 agosto 2019     |
| 2  | Yankee Doodle Bunny                     | Yankee Doodle Bugs                 | 8 ottobre 2018  | 29 agosto 2019     |
| 3  | The Meanie and the Genie                | Il genio dei desideri              | 9 ottobre 2018  | 29 agosto 2019     |
| 3  | In Cold Fudd                            | Sulle tracce del coniglio          | 9 ottobre 2018  | 29 agosto 2019     |
| 4  | North Pole Position                     | Primi al Polo                      | 9 ottobre 2018  | 29 agosto 2019     |
| 4  | Papa's Got a Brand New Sam              | Il nuovo Sam                       | 9 ottobre 2018  | 29 agosto 2019     |
| 5  | Lifestyles of the Wealthy and Obnoxious | Ricchi esagerati                   | 10 ottobre 2018 | 29 agosto 2019     |
| 5  | The Starship Mentalprise                | Giochi spaziali                    | 10 ottobre 2018 | 29 agosto 2019     |
| 6  | State Fair and Balanced                 | Il Re della Fiera                  | 10 ottobre 2018 | 29 agosto 2019     |
| 6  | Pussyfoot Soldier                       | Un micio in caserma                | 10 ottobre 2018 | 29 agosto 2019     |
| 7  | Quack to the Future                     | Un papero nel futuro               | 11 ottobre 2018 | 29 agosto 2019     |
| 7  | OctoPepe                                | La macchina delle tempeste         | 11 ottobre 2018 | 29 agosto 2019     |
| 8  | No Thanks Giving                        | Il coniglio del pellegrino         | 11 ottobre 2018 | 29 agosto 2019     |
| 8  | DarkBat                                 | Darkbat                            | 11 ottobre 2018 | 29 agosto 2019     |
| 9  | Yosemite Samson                         | I capelli di Sansone               | 12 ottobre 2018 | 29 agosto 2019     |
| 9  | Puppy's Got Claws                       | Il cucciolo ha gli artigli         | 12 ottobre 2018 | 29 agosto 2019     |
| 10 | Driving Miss Daffy                      | Esame di guida                     | 12 ottobre 2018 | 29 agosto 2019     |
| 10 | Second Fiddle                           | Secondo violino                    | 12 ottobre 2018 | 29 agosto 2019     |
| 11 | Point Beak                              | Sotto copertura                    | 15 ottobre 2018 | 29 agosto 2019     |
| 11 | Cal the Viking                          | Cal il Vichingo                    | 15 ottobre 2018 | 29 agosto 2019     |
| 12 | Rhoda's Road House                      | La locanda di Rhoda                | 15 ottobre 2018 | 29 agosto 2019     |
| 12 | Claire de Loon                          | Chiaro di luna                     | 15 ottobre 2018 | 29 agosto 2019     |
| 13 | Daffy Duck: Motivational Guru           | Daffy Duck: guru motivazionale     | 16 ottobre 2018 | 29 agosto 2019     |
| 13 | The Towering Hamsterno                  | La teoria del criceto              | 16 ottobre 2018 | 29 agosto 2019     |
| 14 | Viktor the Science Swede                | Viktor lo svedese Scientifico      | 16 ottobre 2018 | 29 agosto 2019     |
| 14 | Dorlock and the Disorient Express       | Dorlock e il Disorient Express     | 16 ottobre 2018 | 29 agosto 2019     |
| 15 | Regatta de Rabbit                       | La regata del coniglio             | 17 ottobre 2018 | 29 agosto 2019     |
| 15 | When Irish Eyes are Swinin              | Il suino portafortuna              | 17 ottobre 2018 | 29 agosto 2019     |
| 16 | Bunny Man                               | Missione natura                    | 17 ottobre 2018 | 29 agosto 2019     |
| 16 | Quagmire of Solace                      | Spia e controspia                  | 17 ottobre 2018 | 29 agosto 2019     |
| 17 | Coyote Under Construction               | Coyote in fase di costruzione      | 18 ottobre 2018 | 29 agosto 2019     |
| 17 | The Bunny and the Goon                  | Duello sul ghiaccio                | 18 ottobre 2018 | 29 agosto 2019     |
| 18 | Model T. Fudd                           | Catena di montaggio                | 18 ottobre 2018 | 29 agosto 2019     |
| 18 | Victory Clasp                           | L'alza-vittoria                    | 18 ottobre 2018 | 29 agosto 2019     |
| 19 | Lola Rider                              | Gara di bolidi                     | 19 ottobre 2018 | 29 agosto 2019     |
| 19 | Daredevil Duck                          | Il papero temerario                | 19 ottobre 2018 | 29 agosto 2019     |
| 20 | Planet of the Bigfoots                  | Il pianeta dei Bigfoot             | 19 ottobre 2018 | 29 agosto 2019     |
| 21 | Cold Medal Wabbit                       | La medaglia di ghiaccio            | 22 ottobre 2018 | 29 agosto 2019     |
| 21 | No Duck Is an Island                    | Il Signore dell'Isola              | 22 ottobre 2018 | 29 agosto 2019     |
| 22 | My Kingdom for a Duck                   | Il mio regno per un papero         | 22 ottobre 2018 | 29 agosto 2019     |
| 22 | Finders Keepers, Losers Sweepers        | Un amore di scopa                  | 22 ottobre 2018 | 29 agosto 2019     |
| 23 | Daffy Crackpot                          | Uomini della frontiera             | 23 ottobre 2018 | 29 agosto 2019     |
| 23 | Fashion Viktor                          | Un tipo molto fashion              | 23 ottobre 2018 | 29 agosto 2019     |
| 24 | Sam the Roughrider                      | Il Generale Sam                    | 23 ottobre 2018 | 29 agosto 2019     |
| 24 | Fool's Gold                             | Oro degli sciocchi                 | 23 ottobre 2018 | 29 agosto 2019     |
| 25 | Bonjour, DarkBat                        | Bonjour, Darkbat                   | 24 ottobre 2018 | 29 agosto 2019     |
| 25 | Renaissance Fair-Thee Well              | La fiera medievale                 | 24 ottobre 2018 | 29 agosto 2019     |
| 26 | CinderPorker                            | Cenerentolo                        | 24 ottobre 2018 | 29 agosto 2019     |
| 27 | You Ain't Nothin' But a Foghorn         | La Tenda dei vip                   | 6 maggio 2019   | 30 gennaio 2020    |
| 27 | The Pepe Who Came in from the Cold      | Salviamo Babbo Natale              | 6 maggio 2019   | 30 gennaio 2020    |
| 28 | Smoothie Operator                       | Qui ci vuole Darkbat               | 6 maggio 2019   | 30 gennaio 2020    |
| 28 | Slugsworthy's Slop House                | La grande abbuffata                | 6 maggio 2019   | 30 gennaio 2020    |
| 29 | Cal-umbus                               | Il Nuovo Mondo                     | 7 maggio 2019   | 30 gennaio 2020    |
| 29 | Porky Pigskin                           | Non rinunciare mai                 | 7 maggio 2019   | 30 gennaio 2020    |
| 30 | Riverboat Rabbit                        | Battello contro barchetta          | 7 maggio 2019   | 30 gennaio 2020    |
| 30 | Dorlock, P. I.                          | Furto al museo                     | 7 maggio 2019   | 30 gennaio 2020    |
| 31 | To Be the Flea, You Gotta Beat the Flea | Angelo la pulce                    | 8 maggio 2019   | 30 gennaio 2020    |
| 31 | The Wild Blue Blunder                   | Scontro aereo                      | 8 maggio 2019   | 30 gennaio 2020    |
| 32 | Thomas Fuddison                         | L'ultima invenzione                | 8 maggio 2019   | 30 gennaio 2020    |
| 32 | Hiccups and Downs                       | Una cura per il singhiozzo         | 8 maggio 2019   | 30 gennaio 2020    |
| 33 | Foghorn Foods                           | Il supermercato                    | 9 maggio 2019   | 30 gennaio 2020    |
| 33 | Cruise Control                          | In crociera                        | 9 maggio 2019   | 30 gennaio 2020    |
| 34 | Versailles's Matters                    | Il palazzo reale                   | 9 maggio 2019   | 30 gennaio 2020    |
| 34 | Frank Lloyd Wrong                       | Architetti di fama interplanetaria | 9 maggio 2019   | 30 gennaio 2020    |
| 35 | King Bugs and the Island of Lunacy      | Re Bugs e la Spada di Rothgar      | 10 maggio 2019  | 30 gennaio 2020    |
| 36 | Swamp and Circumstance                  | Silvestro e Coccodrillo            | 10 maggio 2019  | 30 gennaio 2020    |
| 36 | Safari, So Goodie                       | Il safari                          | 10 maggio 2019  | 30 gennaio 2020    |
| 37 | It's Snout or Never                     | Nasi da pozione                    | 13 maggio 2019  | 30 gennaio 2020    |
| 37 | From Dusk Till Dog                      | Un cane dal cuore d'oro            | 13 maggio 2019  | 30 gennaio 2020    |
| 38 | Close Encounters of the Duck Kind       | Daffy Alieno                       | 13 maggio 2019  | 30 gennaio 2020    |
| 38 | O. M. Genie                             | Il genio della lampada             | 13 maggio 2019  | 30 gennaio 2020    |
| 39 | Brothers in Harms                       | Fratelli di sventure               | 14 maggio 2019  | 30 gennaio 2020    |
| 39 | Rhoda Derby                             | Fino all'ultimo pattino            | 14 maggio 2019  | 30 gennaio 2020    |
| 40 | Lake, Rattle and Roll                   | Viva i centri estivi               | 14 maggio 2019  | 30 gennaio 2020    |
| 40 | It Paint All It's Cracked Up to Be      | Una mano di vernice e via          | 14 maggio 2019  | 30 gennaio 2020    |
| 41 | Samurai Bugs                            | Samurai Bugs                       | 15 maggio 2019  | 30 gennaio 2020    |
| 41 | Duck in the Mist                        | Il Duffy della giungla             | 15 maggio 2019  | 30 gennaio 2020    |
| 42 | The Loonies                             | Il Tesoro di Stivali d'argento     | 15 maggio 2019  | 30 gennaio 2020    |
| 43 | Dorlock Vice                            | A caccia di Mister Big             | 16 maggio 2019  | 30 gennaio 2020    |
| 44 | Armageddon Outta Here                   | Armaggeddon, la forza del Rock     | 16 maggio 2019  | 30 gennaio 2020    |
| 45 | Substitute Porky                        | Il Professor Porky                 | 17 maggio 2019  | 30 gennaio 2020    |
| 45 | Viktor the Psychic                      | Viktor il sensitivo                | 17 maggio 2019  | 30 gennaio 2020    |
| 46 | Formula One Bunny                       | Formula Bunny                      | 17 maggio 2019  | 30 gennaio 2020    |
| 46 | Daffy Goes to Hollywood                 | Ciak, si gira                      | 17 maggio 2019  | 30 gennaio 2020    |
| 47 | A Duck in the Laundromat                | Il Fantasma delle mutande          | 20 maggio 2019  | 30 gennaio 2020    |
| 47 | Primo Bugs-erino                        | Il più grande ballerino del mondo  | 20 maggio 2019  | 30 gennaio 2020    |
| 48 | The Silly Six                           | L'unione fa la forza               | 20 maggio 2019  | 30 gennaio 2020    |
| 49 | Out of Towner Alien Encounter           | Come conquistare la Terra          | 21 maggio 2019  | 30 gennaio 2020    |
| 49 | Down Horace-Scope                       | Sotto copertura                    | 21 maggio 2019  | 30 gennaio 2020    |
| 50 | The Magnificent Millicent               | La magnifica Millicent             | 21 maggio 2019  | 30 gennaio 2020    |
| 50 | The Wrong Stuff                         | Missione Luna                      | 21 maggio 2019  | 30 gennaio 2020    |
| 51 | Undercover Bunny                        | 007 Bunny                          | 22 maggio 2019  | 30 gennaio 2020    |
| 52 | The Legend of Burrito Monday            | Il lunedì del burrito              | 22 maggio 2019  | 30 gennaio 2020    |